# محاكمات إسطنبول 1919–1920

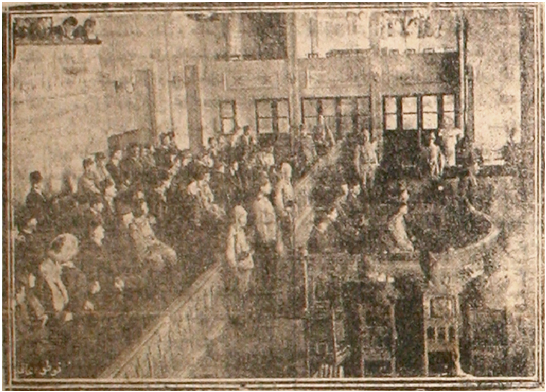
من جلسات من محاكمات إسطنبول 1919-1920. حُكم على قادة جمعية الاتحاد والترقي، أنور وجمال وطلعت، من بين آخرين، بالإعدام بتهمة الاستغلال في زمن الحرب، ومذابح الأرمن واليونانيين.

كانت محاكمات إسطنبول لفترة 1919-1920 محاكم عسكرية تتبع الدولة العثمانية تأسست بعد فترة وجيزة من هدنة مودروس في أعقاب الحرب العالمية الأولى. وُجهت إلى قيادة جمعية الاتحاد والترقي وبعض المسؤولين المختارين سابقًا عدة تهم منها تقويض الدستور والتربح في زمن الحرب، والمذابح التي ارتكبت بحق كل من الأرمن واليونانيين. في النهاية، قضت المحكمة بالحكم على منظمي المذابح –طلعت وأنور وجمال– وآخرين بالإعدام.
نظرًا لعدم وجود قوانين دولية يمكن بموجبها محاكمة هؤلاء الرجال، فقد فر الرجال الذين دبروا المذابح من الملاحقة القضائية وسافروا بحرية نسبية في جميع أنحاء ألمانيا وإيطاليا وآسيا الوسطى. لقد أدى هذا إلى تشكيل عملية نيمسيس، وهي عملية سرية قام بها الأرمن اغتيلت في أثنائها شخصيات سياسية وعسكرية عثمانية فرت من الملاحقة القضائية بسبب دورها البارز في الإبادة الجماعية للأرمن.
ومع عودة ظهور الحركة التركية الوطنية تحت زعامة مصطفى كمال، اضطرت محاكمات إسطنبول إلى إغلاق أبوابها. في النهاية صدر العفو عن أولئك الذين ظلوا يقضون مدة عقوبتهم في ظل الحكومة الكمالية التي تأسست حديثًا في 31 مارس 1923.

## الأصل

### الحرب العالمية الأولى

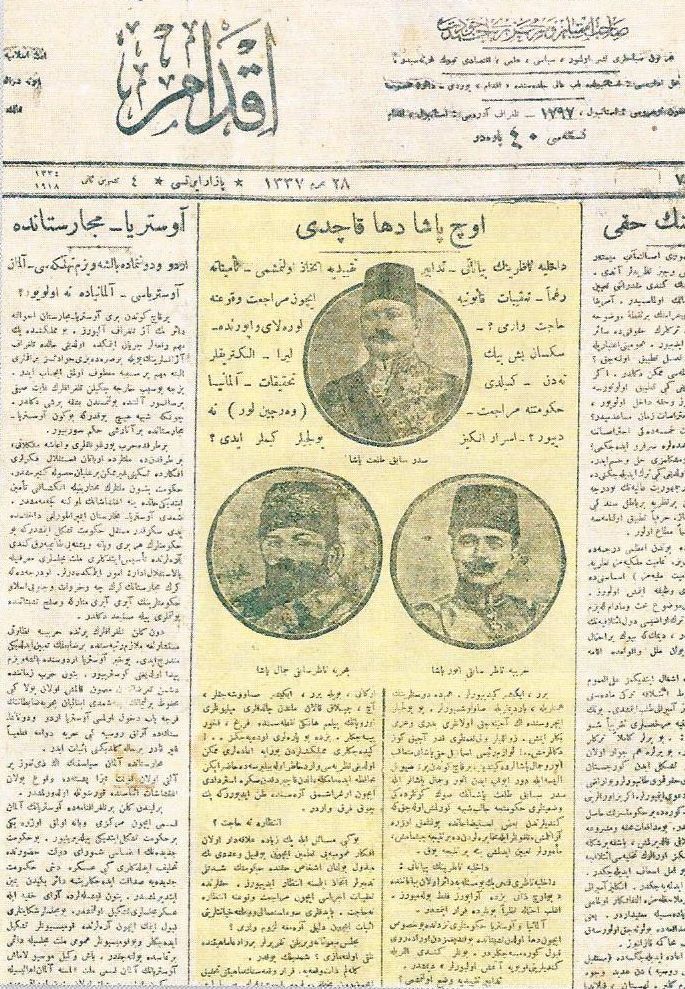
عنوان الصفحة الأولى من جريدة إقدام العثمانية الصادرة في 4 نوفمبر 1918 بعد فرار الباشوات الثلاثة من البلاد عقب الحرب العالمية الأولى: "كان ردهم على القضاء على مشكلة الأرمن هو محاولة القضاء على الأرمن أنفسهم".

في أعقاب التقرير الذي أدلى به هنري مورغنثاو الأب، سفير الولايات المتحدة لدى الدولة العثمانية، عن المقاومة الأرمنية خلال الإبادة الجماعية للأرمن في مدينة وان، فقد حذر الوفاق الثلاثي رسميًا الدولة العثمانية في 24 مايو 1915: 
وفي ضوء هذه الجرائم الجديدة التي ارتكبتها تركيا ضد الإنسانية والحضارة، تعلن الحكومات المتحالفة علنًا أمام مقر الباب العالي أنها ستحمّل المسؤولية الشخصية عن هذه الجرائم لجميع أعضاء الحكومة العثمانية، وكذلك أفراد وكلائها المتورطين في هذه المذابح".
خضعت الدولة العثمانية لإعادة هيكلة كبرى في الأشهر التي سبقت نهاية الحرب العالمية الأولى. توفي السلطان محمد الخامس وخلفه أخوه غير الشقيق محمد السادس في شهر يوليو من ذلك العام 1918. استقال وزراء جمعية الاتحاد والترقي، بما في ذلك الباشوات الثلاثة الذين أداروا الحكومة العثمانية بين عامي 1913 و1918 من مناصبهم وفروا من البلاد بعد ذلك بفترة وجيزة. لقد كانت الهجمات الناجحة التي شنها الحلفاء في سالونيك تشكل تهديدًا مباشرًا للعاصمة العثمانية القسطنطينية. عين السلطان محمد السادس أحمد عزت باشا في منصب الصدر الأعظم للدولة العثمانية وكلفه بمهمة السعي إلى التوصل إلى هدنة مع القوى المتحالفة وإنهاء التورط العثماني في الحرب.
في 30 أكتوبر 1918، وقعت اتفاقية هدنة بين العثمانيين، ممثلين بوزير البحرية رؤوف أورباي، والحلفاء، الممثلين بالأدميرال البريطاني السير سومرست غوف - كالثورب. أنهت الهدنة أساس المشاركة العثمانية في الحرب، واشترطت على قوات الدولة أن تتوقف رغم بقاء ما يقارب المليون جندي في الميدان وقد استمر القتال على نطاق صغير في المقاطعات الحدودية في نوفمبر 1918.

### استسلام القسطنطينية
عينت بريطانيا الأدميرال السير سومرست غوف - كالثورب مفوضًا ساميًا، والأدميرال ريتشارد ويب مساعدًا للمفوض السامي في القسطنطينية في نوفمبر 1918. وفي وقت لاحق دخل لواء فرنسي القسطنطينية في 12 نوفمبر 1918، فيما دخلت القوات البريطانية المدينة لأول مرة في 13 نوفمبر 1918. وفي أوائل شهر ديسمبر من عام 1918 احتلت القوات المتحالفة أقسامًا من القسطنطينية وأقامت إدارة عسكرية.
استدعى وزير الخارجية الأمريكي روبرت لانسينغ ممثلي الدولة العثمانية، السلطان محمد السادس والصدر الأعظم الداماد فريد باشا (العضو المؤسس لحزب الحرية والائتلاف أو حزب الاتحاد الليبرالي). أنشأ مؤتمر باريس للسلام «لجنة المسؤوليات والعقوبات» في يناير 1919.
في 2 يناير 1919، طلب غوف-كالثورب من سلطة وزارة الخارجية اعتقال وتسليم جميع المسؤولين عن الانتهاكات المستمرة لشروط الهدنة واستمرار إساءة معاملة الأرمن. جمع كالثورب فريقًا من المساعدين المتفانين، بما في ذلك الإيرلندي البارز والمناهض للأتراك أندرو رايان، والذي أصبح رئيسًا في وقت لاحق، والذي نشر مذكراته سنة 1951. وفي دوره الجديد كرئيس للجنة العليا البريطانية والمسؤول السياسي الثاني، وجد نفسه مسؤولًا عن المسألة الأرمنية. لقد أثبت دوره في اعتقال عدد كبير من مجموعة منفيو مالطة (الذين نفيوا فيما بعد). انقسم هولاء إلى ثلاث فئات: أولئك الذين لا يزالون ينتهكون شروط الهدنة، وأولئك الذين يزعم أنهم أساؤوا معاملة أسرى الحرب التابعين للحلفاء، والمسؤولين عن التجاوزات ضد الأرمن في تركيا نفسها والقوقاز. طلب كالثورب إجراء مقابلة شخصية مع رشيد باشا، وزير الخارجية العثماني، لإقناعه بالكيفية التي تنظر بها بريطانيا إلى القضية الأرمنية وسوء معاملة أسرى الحرب على أنها «الأكثر أهمية» وتستحق «أكبر قدر من الاهتمام». وبعدها بيومين طلب كالثورب رسميًا اعتقال سبعة من زعماء جمعية الاتحاد والترقي. وبينما اعتُقل ما بين 160 و200 شخص، فقد بقي 60 آخرين يشتبه في اشتراكهم بمذبحة الأرمن طليقين.

## المحاكم العسكرية

### النشأة

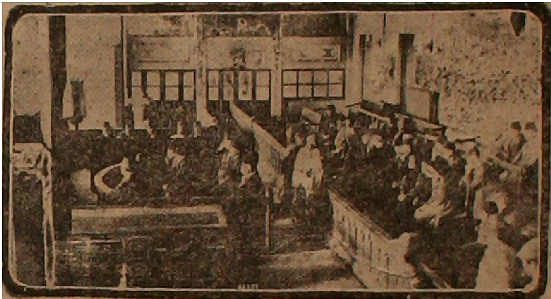
جلسة للمحكمة العسكرية التركية في 3 أبريل 1919.

تأسست المحاكم العسكرية في 28 أبريل 1919 أثناء انعقاد مؤتمر باريس للسلام 1919. شُكلت لجنة تحقيق تسمى «لجنة مظهر للتحقيق»، ومُنحت صلاحياتًا استثنائية متمثلة في الاستدعاء والاعتقال وما إلى ذلك، حيث استُدعي من خلالها مجرمو الحرب للمحاكمة. أمنّت هذه المنظمة وثائق عثمانية من عدة مقاطعات الدولة العثمانية.[بحاجة لمصدر] استُدعي السلطان محمد السادس والصدر الأعظم الداماد فريد باشا، كممثلين للدولة العثمانية خلال العصر الدستوري الثاني إلى مؤتمر باريس للسلام. لقد اعترف الداماد فريد باشا رسميًا في 11 يوليو 1919 بارتكاب مذابح ضد الأرمن في الدولة العثمانية، وكان من الشخصيات الأساسية والمبادرة في محاكمات جرائم الحرب التي جرت مباشرة بعد الحرب العالمية الأولى لإدانة كبار مرتكبي جريمة الإبادة الجماعية بالإعدام.
ألقت الحكومة العثمانية في القسطنطينية (ممثلة بالداماد فريد باشا) اللوم على عدد قليل من أعضاء جمعية الاتحاد والترقي ومنافسيهم منذ فترة طويلة حزب الحرية والائتلاف، وهذا من شأنه أن يضمن حصول الدولة العثمانية على معاملة متساهلة في أثناء مؤتمر باريس للسلام. لقد ساعدت المحاكمات الحزب (الذي عُرف كذلك باسم حزب الاتحاد الليبرالي) على إخراج جمعية الاتحاد والترقي من الساحة السياسية. في 23 يوليو 1919، أصدر الجنرال كاظم كارابكر أمرًا مباشرًا من السلطنة خلال مؤتمر أرضروم بإلقاء القبض على مصطفى كمال أتاتورك ورؤوف أورباي، وتولي كمال كمفتش عام للمقاطعات الشرقية، إذ تحدى الحكومة في القسطنطينية ورفض تنفيذ الاعتقال.:248
كانت لتركيا، في ذلك الوقت، حكومتين متنافستين في القسطنطينية وأنقرة. أيدت الحكومة في القسطنطينية المحاكمات بقدر من الجدية أو أقل اعتمادًا على الحكومة الحالية. وفي حين وقف الصدر الأعظم الداماد فريد باشا أمام هيئة الادعاء من 4 مارس 1919 حتى 2 أكتوبر 1919 ومرة أخرى من 5 أبريل حتى 21 أكتوبر 1920، فقد ذكرت حكومة الصدر الأعظم علي رضا باشا (2 أكتوبر سنة 1919–2 مارس 1920) بالكاد الإجراءات القانونية ضد مجرمي الحرب. كما أن المحاكمات عملت أيضًا على طمس جريمة مشاركة الحركة التركية الوطنية في جريمة الإبادة الجماعية للأرمن، وأدت في النهاية إلى زيادة الدعم للحكومة في أنقرة والتي قادها أتاتورك في وقت لاحق.

### الأسلوب
استمرت جلسات المحكمة من أبريل 1919 إلى مارس 1920. ورغم مرور بضعة أشهر فقط، أصبح واضحًا أن المحكمة كانت تنظر في الالتماسات فحسب. لقد أدان القضاة المجموعة الأولى من المدعى عليهم (أنور وآخرين) عندما كانوا يقيمون بأمان خارج البلاد، لكن لم تكن لديها النية لإعادة إدانتهم مع أن المحكمة قدمت مجهودًا كبيرًا. احتج الأدميرال السير سومرست غوف - كالثورب أمام الباب العالي على المحكمة العثمانية، فأخرج المحاكمات من الأيادي التركية، ونقل الإجراءات إلى مالطة. بذل كالثورب مجهودًا كبيرًا لتشكيل محكمة دولية، ولكن الأتراك أخطأوا في التحقيقات وأساؤوا استخدام الأدلة الوثائقية حتى لا يتسنى للمحكمة الدولية أن تستخدم أي شيء من عملهم.
وطبقاً لما ذكره قاضي المحكمة الأوروبية لحقوق الإنسان جيوفاني بونلو: «من المرجح تمامًا أن يكون البريطانيون قد وجدوا أن نظام التحقيقات القاري في الإجراءات الجنائية المستخدمة في تركيا كان بغيضًا تجاه مساراته الخاصة إلى العدالة الجنائية، وشكك في مدى ملاءمة الاعتماد عليه». أو من المرجح أن الحكومة التركية لم تأت مطلقًا لتسليم الوثائق التي تستخدمها المحاكم العسكرية. وأيًا كان السبب، فقد ضاعت كل الوثائق التي استندت إليها المحاكم العسكرية التركية في محاكماتها وإدانتها مع وصول أتاتورك إلى السلطة. حل الأدميرال جون دي روبيك محل الأدميرال غوف - كالثورب في 5 أغسطس 1919 «كقائد عام للبحر الأبيض المتوسط، والمفوض السامي في القسطنطينية». في أغسطس 1920، أوقفت الإجراءات، وأبلغ الأدميرال جون دي روبيك لندن بعدم جدوى مواصلة المحكمة بالتعليق التالي: «لا يمكن اعتبار النتائج التي توصلت إليها على الإطلاق».
كُلفت لجنة تحقيق على الفور بدأها حسن مظهر بجمع الأدلة والشهادات، مع بذل جهد خاص للحصول على استفسارات بشأن الموظفين المدنيين المتورطين في المجازر المرتكبة ضد الأرمن. ووفقًا للباحث في جريمة الإبادة الجماعية فاهاكن دادريان، فإن اللجنة عملت وفقاً للفقرات 47 و75 و87 من قانون الإجراءات الجنائية العثماني. كما أنها تمتعت بسلطات تحقيقية واسعة النطاق، لأنها لم تقتصر فقط على سير الإجراءات القانونية والبحث عن الوثائق ومصادرتها فحسب، بل وأيضًا إلقاء القبض على المشتبه بهم وسجنهم بمساعدة من إدارة التحقيقات الجنائية، وغيرها من دوائر الدولة. تمكنت اللجنة من جمع 130 وثيقة وملفًا في غضون ثلاثة أشهر تتعلق بالمجازر، ونقلتها إلى المحاكم العسكرية.
كانت لدى محاكمات إسطنبول أيضًا بعض القضايا الخاصة بمسؤولين عثمانيين رفيعي المستوى اغتيلوا على يد عملاء من جمعية الاتحاد والترقي في عام 1915، لعصيانهم تنفيذ الأوامر الجنائية للحكومة المركزية القاضية بترحيل السكان المدنيين الأرمن التابعين للدولة العثمانية والقضاء عليهم تمامًا.

### الأحكام
في 8 أبريل 1919، حكم على محمد كمال وهو قائم مقام سابق لبوجازليان في يوزغات بالإعدام ونفذ الحكم شنقًا في 10 أبريل 1919.
كما حكم على عبد الله أفني قائد الدرك في إرزنجان بالإعدام خلال محاكمات أرزينجان وشنق في 22 أبريل 1920.
حُكم على بهرامزاد نصرت، قائم قام بايبرد، بالإعدام في 20 يوليو 1920 وشنق في 5 أغسطس 1920.
في 5 يوليو 1919 حكمت المحكمة بالإعدام على منظمي المجازر طلعت وأنور وجمال وآخرين. وجدت المحكمة العسكرية أن نية جمعية الاتحاد والترقي هي القضاء على الأرمن جسديًا، عبر منظمتها الخاصة. وقد جاء في البيان ما يلي:
حلت المحاكم العسكرية رسميًا جمعية الاتحاد والترقي وصادرت أصولها وممتلكات أولئك الذين ثبتت إدانتهم. اغتيل اثنان من الباشوات الثلاثة الذين فروا لاحقًا على يد الحراس الأرمن خلال عملية العدو.

## الاحتجاز في مالطا وما تلاه
تم نقل أعضاء الجيش العثماني والسياسيين رفيعي المستوى الذين أدانتهم محاكمات إسطنبول من سجون القسطنطينية إلى مستعمرة التاج في مالطا على متن سفينة من قبل القوات البريطانية، اعتبارًا من عام 1919. لقد كان الأدميرال السير سومرست غوف - كالثورب مسؤولًا عن العملية مع اللورد كرزون؛ لقد فعلوا ذلك بسبب عدم شفافية محاكمات إسطنبول. تم احتجازهم هناك لمدة ثلاث سنوات، بينما تم إجراء عمليات البحث في الأرشيفات في القسطنطينية ولندن وباريس وواشنطن لإيجاد طريقة لمحاكمتهم. ومع ذلك، تم في النهاية إطلاق سراح مجرمي الحرب في دون محاكمة وعادوا إلى القسطنطينية في عام 1921، مقابل 22 أسير حرب بريطاني احتجزتهم الحكومة في أنقرة، بمن فيهم أحد أقارب اللورد كرزون. عارضت الحكومة في أنقرة السلطة السياسية للحكومة في القسطنطينية. غالبًا ما تذكرهم بعض المصادر بمنفيو مالطا.
وفقًا لقاضي المحكمة الأوروبية لحقوق الإنسان، جيوفاني بونيلو، فإن تعليق الملاحقات القضائية، وإعادة المعتقلين الأتراك وإطلاق سراحهم كان، من بين أمور أخرى، نتيجة عدم وجود إطار قانوني مناسب مع ولاية قضائية فوق وطنية، لأنه لم يكن هناك معايير دولية لتنظيم جرائم الحرب عقب الحرب العالمية الأولى. وبسبب الفراغ القانوني في القانون الدولي؛ وخلافًا للمصادر التركية، لم يتم إجراء أي محاكمات في مالطا. كما يذكر أن إطلاق سراح المعتقلين الأتراك تم مقابل 22 أسيرًا بريطانيًا احتجزهم مصطفى كمال أتاتورك.

### العقاب

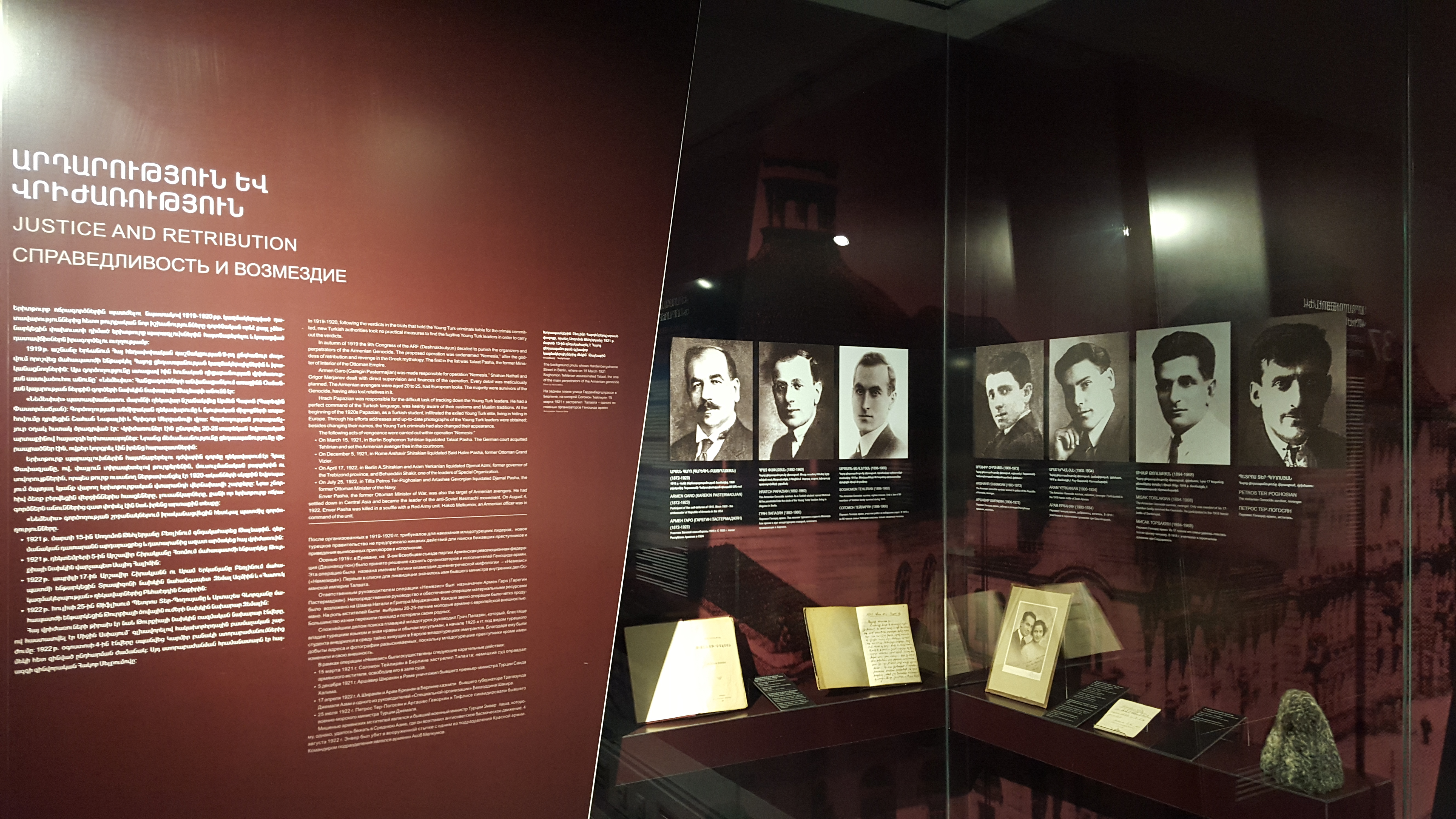
معرض مخصص لعملية العدو في متحف الإبادة الجماعية بيريفان في أرمينيا

في المؤتمر العام التاسع للاتحاد الثوري الأرمني، الذي انعقد في يريفان في الفترة من 27 سبتمبر وحتى نهاية أكتوبر 1919، كان موضوع الانتقام ضد المسؤولين شخصيًا عن تنظيم الإبادة الجماعية على جدول الأعمال. تم تشكيل فرقة عمل بقيادة شاهان ناتالي، تعمل مع جريجور مرجانوف، لاغتيال طلعت باشا، ووجفانشير خان، وسعيد حليم باشا، ووبهاء الدين شاكر بك، وجمال عزمي، وجمال باشا، وأنور باشا، بالإضافة إلى العديد من المتعاونين الأرمن، في عملية سرية تسمى عملية العدو.

## تطهير الأدلة
تنص برقية ويكيليكس المصنفة والموقعة من قبل ديفيد آرنيت في 4 يوليو 2004 في القنصلية العامة للولايات المتحدة في إسطنبول على ما يلي:
وفقًا للبروفيسور في جامعة سابانجي خليل بيركتاي، كان هناك محاولتان جادتان لتطهير أرشيف أي وثائق تجريم تتعلق بالمسألة الأرمنية. كانت الأولى في عام 1918، ويفترض أنها حدثت قبل احتلال قوات الحلفاء القسطنطينية. يشير بيركتاي وآخرون إلى شهادة في المحاكم العسكرية التركية لعام 1919 تفيد أن وثائق مهمة قد «سُرقت» من الأرشيف. يعتقد بيركتاي أن عملية تطهير ثانية قد تم تنفيذها بالتزامن مع جهود أوزال لفتح الأرشيف من قبل مجموعة من الدبلوماسيين والجنرالات المتقاعدين بقيادة السفير السابق محرم نوري بيرجي.
 وبحسب البرقية، كان السفير محرم نوري بيرجي مسؤولًا فعليًا عن إتلاف الأدلة خلال الثمانينيات. وأثناء عملية إزالة الأدلة صرح السفير بيرجي في إشارة إلى الأرمن: «لقد ذبحناهم فعلًا». أكد آخرون، مثل توني غرينوود، مدير معهد الأبحاث الأمريكي في تركيا، أن مجموعة مختارة من العسكريين المتقاعدين كانوا «يراجعون» المحفوظات. ومع ذلك، أشار باحث تركي معين إلى أن الفحص كان مجرد محاولة لتطهير الوثائق الموجودة في الأرشيف.

## الجدل
هناك جدل من قبل المصادر التنقيحية حول الترجمات إلى اللغة الغربية (معظمها الإنجليزية والألمانية) للأحكام والروايات المنشورة في الصحف. يُقدر جيل فينشتاين، أستاذ التاريخ العثماني والتركي في كوليج دو فرانس، أن الترجمة التي قام بها المؤرخ الأرمني السابق هايكازان كازاريان كانت «شديدة التحيز، في عدة مواقع». اتهم المؤرخان التركيان إرمان شاهين وفردون آتا تانر أكجام بترجمات خاطئة وملخصات غير دقيقة، بما في ذلك إعادة كتابة جمل مهمة وإضافة أشياء غير واردة في النسخة الأصلية.

## فهرس
- Akçam, Taner (1996). Armenien und der Völkermord: Die Istanbuler Prozesse und die Türkische Nationalbewegung (بالألمانية). Hamburg: Hamburger Edition. p. 185.
- Balakian، Peter (2003). The Burning Tigris: The Armenian Genocide and America's Response. هاربر كولنز. ص. 582. ISBN:978-0-06-019840-4. مؤرشف من الأصل في 2020-12-01.
- Bonello، Giovanni (2008). Histories of Malta - Confessions and Transgressions, Vol.9. Fondazzjoni Patrimonju Malti. ISBN:978-99932-7-224-3. مؤرشف من الأصل في 2019-12-24.{{استشهاد بكتاب}}:  صيانة الاستشهاد: ref duplicates default (link)
- Butler، Daniel Allen (2011). Shadow of the Sultan's Realm: The Destruction of the Ottoman Empire and the Creation of the Modern Middle East. Potomac Books Inc. ص. 211–212. ISBN:978-1597974967. مؤرشف من الأصل في 2020-12-01.
- Dadrian، Vahakn (1997). "The Turkish Military Tribunal's Prosecution of the Authors of the American Genocide: Four Major Court-Martial Series". دار نشر جامعة أكسفورد ع. 11: 31. ISSN:1476-7937. مؤرشف من الأصل في 2022-11-09.
- Schabas، William A. (2000). Genocide in International Law: The Crimes of Crimes. Cambridge University Press. ISBN:978-0521787901.
- Ata، Ferudun (2018). The Relocation Trials in Occupied Istanbul. Offenbach am Main: Manzara Verlag. ص. 357. ISBN:9783939795926.

## روابط خارجية
- حكم المحاكم العسكرية (بالتركية العثمانية)
- أسماء المحكوم عليهم (بالتركية العثمانية)